# Bathymunida balssi
Bathymunida balssi is een tienpotigensoort uit de familie van de Munididae. De wetenschappelijke naam van de soort is voor het eerst geldig gepubliceerd in 1938 door Van Dam.